# Thestor braunsi
Braun’s Skolly (Thestor braunsi) là một loài bướm ngày thuộc họ Bướm xanh. Loài này có ở Nam Phi, nơi Loài này có ở West Cape Nama Karoo from Greyton, phía bắc và phía nam of Swartberg, phía đông đến Willowmore và phía tây đến the Robertson area.
Sải cánh dài 26–28 mm đối với con đực và 27–30 mm đối với con cái. Con trưởng thành bay từ tháng 10 và tháng 3 in hầu hết the range và in tháng 1 in Greyton. Có hai lứa trưởng thành một năm.